# Богоявленский, Леонид Афанасьевич
Леони́д Афана́сьевич Богоявле́нский (ум. не ранее 1917) — русский журналист и писатель-фантаст.

## Творчество
Сотрудничал в журналах «Русское богатство» (1903—1909), «Русские записки» (1915—1917) и других изданиях. Писал, помимо настоящего имени, под псевдонимами Леонид Б. и Л. Б. Афанасьев.
В историю русской фантастики вошёл своим единственным научно-фантастическим романом, опубликованным в 1901 году в журнале «Нива» под названием «Путешествие на Марс» и под псевдонимом Л. Б. Афанасьев, а затем, в 1902 и 1904 годах — отдельным изданием, под названием «В новом мире». В романе рассказывается о марсианской экспедиции трёх русских математиков — Виктора Русакова, Петра Шведова, Николая Краснова — и английской миллионерши Мэри Эдвардс, совершённой на «электрическом» космическом корабле.
Примечательно, что названная в романе продолжительность перелёта (206 суток) близка к известной на сегодняшний день продолжительности оптимального полёта на Марс — от 203 до 220 суток. Исходя из этого, критик Антон Первушин сделал предположение, что Богоявленский был математиком по образованию и рассчитал оптимальную траекторию полёта на Марс сам, сделав это на четверть века раньше, чем вошедший в историю космонавтики немецкий инженер Вальтер Гоман.

## Публикации
- Афанасьев Л. Б. Путешествие на Марс: Фантаст. повесть // Ежемесячные литературные приложения к журналу «Нива». — 1901. — № II-III. — С. 275—330(II), 483-554(III).
- Богоявленский Л. А. В новом мире: Роман. — Киев: Г. К. Таценко, 1902. — 207 с.
- Богоявленский Л. А. В новом мире: Роман. — Киев: Г. К. Таценко, 1904. — 207 с.